# 日本の風力発電

風車の地図記号

日本の風力発電（にっぽんのふうりょくはつでん）では、日本の風力発電について説明する。
2006年に地図記号の1つとして風車が追加された。

## 開発・普及状況
日本国内の風力発電の累計導入量は2021年末時点で2,574基、総設備容量は4,581MWであり、標準的な原発（100万kW前後）4.5基分である。1基あたりの出力を見ると、2006年度以降では設備容量1MW以上の機種が大部分を占めるようになった。主要な風力発電会社は、ユーラスエナジーホールディングス（旧トーメンパワーホールディングス）（豊田通商の子会社）、電源開発、コスモエコパワー（コスモエネルギーホールディングスの子会社）、グリーンパワーインベストメント(NTTアノードエナジーとJERAの合弁会社)、日本風力開発、ＥＮＥＯＳリニューアブル・エナジー(ENEOSホールディングスの子会社)などである。近年は主に洋上風力発電分野で三菱商事をはじめとする大手商社の参入が相次いでいる。
日本では普及がスローペースである。理由として、台風や地震に耐えうる風車を施設するとコストが上がることや、安定して常に強い風が吹きかつ大量の風車を設置できるだけの土地の確保が困難なこと、風力発電に適した地域（北海道、東北、九州）が電力需要の多い地域から遠いことなどが挙げられる。
風力発電設備の大部分は輸入品であるため、国産化が目指され、2017年度の国産機の割合は設備容量ベースで31%、基数ベースでも31%と向上しつつあった。海外機の独擅場であった2MW以上の大型機についても国産機の開発が目指された。しかし海外メーカーとの度重なる特許紛争や日本の地理的な環境に起因した洋上風力発電市場拡大の遅れから、2019年までに三菱重工業、日本製鋼所、日立製作所などの国産大手風力発電機メーカーはすべて撤退し日本企業撤退の危機に陥った。
日本の電力会社は風力発電事業に消極的であるが、自治体による「自治体風車」や市民グループによる「市民風車」等のプロジェクトの取り組みも行われている。
日本風力発電協会のまとめでは、2023年末で全国に2626基ある風車のうち、最多は青森県の387基(14.7%)、ついで秋田県325基(12.4%)、北海道318基(12.1%)とつづく。地域別では東北、北海道、九州が多い。

### 洋上風力発電
日本は領海や排他的経済水域などが広いため、洋上風力発電に期待が向けられている。
また、水深が深い場所のために、独立行政法人海上技術安全研究所やIHIMUなどにおいて、浮体式の基礎を用いる方式も研究されている。沖合いでの洋上風力発電（沖合風力発電）については、電力の陸上への送電が困難であるため、発電した電気で水素を製造し、これを圧縮したり、有機ハイドライドに吸着させる等により輸送することが研究されており、これにより電力変動の問題も解決されることが期待されている。また、科学技術政策研究所では、2002年3月に「深海洋上風力発電を利用するメタノール製造に関する提案」を発表しており、沖ノ鳥島周辺、三陸沖太平洋、北海道北西沖日本海などを有望海域として、日本の全エネルギー需要を賄えるほどの大規模なシステムなどを提唱し、その経済性等の試算を行い、実用化が可能であるとしている。

### 政策・導入目標量
2001年6月の経済産業省の調査会による「新エネルギー部会報告書」では2010年度までの導入設備容量目標を300万kWと定め、環境省も2002年3月発表の「地球温暖化推進大綱」で2010年度までの目標を300万kWとした。各種規制の見直しや漁業権が設置障害にならない沖合い数十キロの水深の深い場所にも設置できる浮体式洋上風力発電の技術開発を急ぐべきとの意見も出された。また、RPS法の導入目標数値の増大も検討された。設備容量300万kWの達成は2015年度であった。
業界団体の日本風力発電協会の風力発電導入ポテンシャルと中長期導入目標Ｖ3.2（2012）によれば、2020年には1180万kW、2030年に2880万kWの導入目標量が掲げられていた。資源エネルギー庁が2015年に示した2030年エネルギーミックスでは風力発電の目標は洋上風力82万kwを含む1000万kwであった。

### 再生可能エネルギーの買取制度
水力発電以外の再生可能エネルギーは、既存の火力発電や原子力発電に比べて普及量が桁違いに少なく、価格的競争力で不利なことなどから、何らかの形での助成や炭素税の導入などの施策を必要とする（再生可能エネルギー#普及政策参照）。
日本で行われてきたRPS法は、電力会社に一定比率での導入を義務付ける方式であり、固定枠（quotaまたはgreen certificate trading）制に分類される。この方式は導入初期には一定の効果を示すが、各国での実績では発電事業者側のリスクが高く、実質的な発電コストの削減効果も低いなどの欠点が指摘されている。このため風況が良いとされるイギリスなどでも普及が進まず、コストも高止まりするなど、結果的に初期の目的を達成できていない。また、日本の現行制度下では電力会社が電力調達コスト的に有利な自社既存電源を優先して風力発電電力購入に消極的な姿勢も見せたり、風力発電事業者の参入機会が電力会社が設定した枠や不定期な入札によって制限されるなどの問題が指摘されてきた。2008年に九州電力が導入枠の拡大を表明した。
これに対し、採用が増えている固定価格買い取り制度（FIT制度）では電力会社に電力の買い取りを義務付け、購入価格を法的に保証することで発電事業者の負うリスクを減らす。市場原理に従って導入量を早期に拡大する一方、遅く設置した事業者ほど購入価格を逓減させて総コストを調整し、機器製造事業者間での競争を促す。過去の実績から他方式に対して導入促進とコスト削減効果が高いとされ、現在では欧州の多くの国々が採用している。このため日本でもその導入や検討を求める意見が市民団体などから提出されてきた。各政党や行政も動き、2009年に太陽光発電に対して新たな買取制度が導入されたのに続き、風力発電を含む他の再生可能エネルギーでも導入が検討され、2012年から導入された（固定価格買い取り制度#特徴参照）。

### 費用対効果
日本における政策費用を含めない単位発電量あたりの風力発電費用は、2014年の時点で約15.6円/kWhとされ、国内でも条件が良ければ実用水準の9～13円/kwhに達する施設も一部にみられる。但し、一般的に欧米の風車が2500-5000kwの大口径で効率が良いのに対し、日本の風車は大型化のトレンドに遅れており、2013年現在においても400-1500kwの中小口径が多く効率が悪い。また、台風や落雷を想定していない欧州製の風車を購入して台風や落雷による故障で赤字になった失敗ケース、日中関係の悪化に伴う中国製風車への忌避感情もイメージを悪くしている。
例として、中部電力の設備子会社シーテックと伊賀、津両市出資の第3セクター青山高原ウインドファームの発表によれば、40基で計8万kWの発電能力を有する風力発電用風車と変電所の建設総費用は、約240億円と見込まれている。

## 日本の風力発電所
| 発電所名                                | 所在地                               | 総出力    | 事業主                             |
| --------------------------------------- | ------------------------------------ | --------- | ---------------------------------- |
| さらきとまないウインドファーム          | 北海道稚内市                         | 14,850kW  | 電源開発                           |
| 宗谷岬ウインドファーム                  | 北海道稚内市                         | 57,000kW  | ユーラスエナジーホールディングス   |
| 天北ウインドファーム                    | 北海道稚内市                         | 30,000kW  | ユーラスエナジーホールディングス   |
| 樺岡ウインドファーム                    | 北海道稚内市                         | 42,000kW  | ユーラスエナジーホールディングス   |
| 勇知ウインドファーム                    | 北海道稚内市                         | 72,200kW  | ユーラスエナジーホールディングス   |
| 川南ウインドファーム                    | 北海道稚内市・豊富町                 | 80,000kW  | ユーラスエナジーホールディングス   |
| 川西ウインドファーム                    | 北海道稚内市・豊富町                 | 64,000kW  | ユーラスエナジーホールディングス   |
| 芦川ウインドファーム                    | 北海道豊富町                         | 68,800kW  | ユーラスエナジーホールディングス   |
| オトンルイ風力発電所                    | 北海道幌延町                         | 21,000kW  | 幌延風力発電                       |
| 浜里ウインドファーム                    | 北海道幌延町                         | 47,500kW  | ユーラスエナジーホールディングス   |
| 苫前グリーンヒルウインドパーク          | 北海道苫前町                         | 20,000kW  | ユーラスエナジーホールディングス   |
| 苫前ウィンビラ発電所                    | 北海道苫前町                         | 30,600kW  | 電源開発                           |
| 常呂能取ウインドファーム                | 北海道北見市・網走市                 | 27,350kW  | ユーラスエナジーホールディングス   |
| JEN昆布盛ウインドファーム               | 北海道根室市                         | 10,000kW  | エネクス電力                       |
| 石狩八ノ沢ウインドファーム              | 北海道石狩市                         | 21,000kW  | 電源開発                           |
| 石狩コミュニティウインドファー厶        | 北海道石狩市                         | 20,000kW  | ウイネット石狩                     |
| 石狩湾新港洋上風力発電所                | 北海道石狩市・小樽市の海上           | 112,000kW | グリーンパワーインベストメント     |
| リエネ銭函風力発電所                    | 北海道小樽市                         | 33,000kW  | 日本風力開発                       |
| 伊達ウインドファーム                    | 北海道伊達市                         | 10,000kW  | ユーラスエナジーホールディングス   |
| 伊達黄金ウインドファーム                | 北海道伊達市                         | 34,000kW  | ユーラスエナジーホールディングス   |
| 伊達北黄金ウインドファーム              | 北海道伊達市                         | 12,900kW  | ユーラスエナジーホールディングス   |
| 風太風力発電所                          | 北海道寿都町                         | 14,550kW  | 寿都町                             |
| 尻別風力発電所                          | 北海道寿都町・蘭越町                 | 25,300kW  | 日本風力開発                       |
| 瀬棚臨海風力発電所                      | 北海道せたな町                       | 12,000kW  | 電源開発                           |
| せたな大里ウインドファーム              | 北海道せたな町                       | 50,000kW  | 電源開発                           |
| 上ノ国ウインドファーム                  | 北海道上ノ国町                       | 28,000kW  | 電源開発                           |
| 上ノ国第二風力発電所                    | 北海道上ノ国町                       | 41,532kW  | 電源開発                           |
| 江差風力発電所                          | 北海道江差町                         | 21,000kW  | 江差ウインドパワー                 |
| 江差ウインドファーム                    | 北海道江差町                         | 19,500kW  | ユーラスエナジーホールディングス   |
| 江差北風力発電所                        | 北海道江差町                         | 19,500kW  | 日本風力開発                       |
| リエネ松前風力発電所                    | 北海道松前町                         | 48,000kW  | 東急不動産、日本風力開発           |
| 大間風力発電所                          | 青森県大間町                         | 19,500kW  | 電源開発                           |
| 岩屋ウィンドパーク                      | 青森県東通村                         | 27,000kW  | コスモエコパワー                   |
| 岩屋ウインドファーム                    | 青森県東通村                         | 32,500kW  | ユーラスエナジーホールディングス   |
| 尻労ウインドファーム                    | 青森県東通村                         | 19,250kW  | ユーラスエナジーホールディングス   |
| 小田野沢ウインドファーム                | 青森県東通村                         | 13,000kW  | ユーラスエナジーホールディングス   |
| ユーラスヒッツ北野沢クリフ風力発電所    | 青森県東通村                         | 12,000kW  | ユーラスエナジーホールディングス   |
| むつ小川原ウィンドファーム              | 青森県六ヶ所村                       | 31,500kW  | コスモエコパワー                   |
| 六ヶ所村風力発電所・第二風力発電所      | 青森県六ヶ所村                       | 32,850kW  | 日本風力開発                       |
| 六ヶ所村二又風力発電所                  | 青森県六ヶ所村                       | 51,000kW  | 日本風力開発                       |
| 上北小川原風力発電所                    | 青森県六ヶ所村                       | 20,400kW  | 大林クリーンエナジー               |
| 睦栄風力発電所                          | 青森県六ヶ所村                       | 10,000kW  | 青森風力開発                       |
| 吹越台地風力開発所                      | 青森県六ヶ所村                       | 20,000kW  | 日本風力開発                       |
| リエネ六ヶ所村千歳風力発電所            | 青森県六ヶ所村                       | 28,500kW  | 千歳風力開発                       |
| 大豆田ウインドファーム                  | 青森県横浜町                         | 10,500kW  | ユーラスエナジーホールディングス   |
| 横浜町風力発電所                        | 青森県横浜町                         | 38,000kW  | 日本風力開発                       |
| 野辺地ウインドファーム                  | 青森県野辺地町                       | 50,000kW  | ユーラスエナジーホールディングス   |
| 野辺地陸奥湾風力発電所                  | 青森県野辺地町                       | 36,000kW  | 野辺地風力開発                     |
| JRE七戸十和田風力発電所                 | 青森県青森市・十和田市・七戸町       | 30,500kW  | ジャパン・リニューアブル・エナジー |
| 市浦風力発電所                          | 青森県五所川原市                     | 15,440kW  | くろしお風力発電                   |
| 十三湖風力発電所                        | 青森県五所川原市                     | 34,500kW  | つがる風力発電                     |
| 中里風力発電所                          | 青森県中泊町                         | 36,000kW  | 日本風力エネルギー                 |
| ウィンドファームつがる                  | 青森県つがる市                       | 121,600kW | グリーンパワーインベストメント     |
| つがる南風力発電所                      | 青森県つがる市                       | 23,000kW  | 新エネルギー技術研究所             |
| グリーンパワー深浦風力発電所            | 青森県深浦町                         | 79,800kW  | グリーンパワーインベストメント     |
| 深浦風力発電所                          | 青森県深浦町                         | 20,700kW  | 西つがる風力発電                   |
| 新郷村風力発電所                        | 青森県つがる市                       | 18,000kW  | SGET新郷ウィンドファーム           |
| JRE折爪岳南第一風力発電所               | 岩手県一戸町・二戸市・九戸村         | 44,180kW  | ジャパン・リニューアブル・エナジー |
| 高森高原風力発電所                      | 岩手県一戸町                         | 25,300kW  | 岩手県企業局                       |
| グリーンパワーくずまき風力発電所        | 岩手県葛巻町                         | 21,000kW  | 電源開発                           |
| くずまき第二風力発電所                  | 岩手県葛巻町                         | 44,600kW  | 電源開発                           |
| 姫神ウィンドパーク                      | 岩手県盛岡市                         | 18,000kW  | コスモエコパワー                   |
| 住田遠野ウインドファーム                | 岩手県住田町・遠野市                 | 113,400kW | グリーンパワーインベストメント     |
| 釜石広域ウインドファーム                | 岩手県釜石市・遠野市・大槌町         | 42,900kW  | ユーラスエナジーホールディングス   |
| 石巻ウインドファーム                    | 宮城県石巻市                         | 20,400kW  | ユーラスエナジーホールディングス   |
| JRE宮城加美町ウインドファーム           | 宮城県加美町                         | 42,000kW  | ジャパン・リニューアブル・エナジー |
| 田代平ウインドファーム                  | 秋田県鹿角市                         | 14,400kW  | ユーラスエナジーホールディングス   |
| 能代風力発電所                          | 秋田県能代市                         | 14,400kW  | 東北電力                           |
| 能代港洋上風力発電所                    | 秋田県能代市の海上                   | 84,000kW  | コスモエコパワー                   |
| 八竜風力発電所                          | 秋田県三種町                         | 25,500kW  | エムウインズ                       |
| 男鹿風力発電所                          | 秋田県男鹿市                         | 28,800kW  | 男鹿風力発電                       |
| 若美風力発電所                          | 秋田県男鹿市                         | 19,950kW  | ユーラスエナジーホールディングス   |
| 秋田港ウインドファーム                  | 秋田県秋田市                         | 18,000kW  | ユーラスエナジーホールディングス   |
| 秋田港洋上風力発電所                    | 秋田県秋田市の海上                   | 54,600kW  | コスモエコパワー                   |
| 西目ウインドファーム                    | 秋田県由利本荘市                     | 30,000kW  | ユーラスエナジーホールディングス   |
| 由利高原ウインドファーム                | 秋田県由利本荘市                     | 51,000kW  | ユーラスエナジーホールディングス   |
| 東由利原ウインドファーム                | 秋田県由利本荘市                     | 41,600kW  | ユーラスエナジーホールディングス   |
| 由利本荘海岸風力発電所                  | 秋田県由利本荘市                     | 16,100kW  | 電源開発                           |
| 仁賀保高原風力発電所                    | 秋田県にかほ市                       | 24,750kW  | 電源開発                           |
| にかほ第二風力発電所                    | 秋田県にかほ市                       | 41,400kW  | 電源開発                           |
| 遊佐風力発電所                          | 山形県遊佐町                         | 14,560kW  | 庄内風力発電                       |
| JRE酒田風力発電所                       | 山形県酒田市                         | 16,000kW  | ジャパン・リニューアブル・エナジー |
| JRE鶴岡八森山風力発電所                 | 山形県鶴岡市                         | 13,620kW  | ジャパン・リニューアブル・エナジー |
| 吾妻高原風力発電所                      | 福島県福島市                         | 32,400kW  | ジャパン・リニューアブル・エナジー |
| 郡山布引高原風力発電所                  | 福島県郡山市                         | 65,980kW  | 電源開発                           |
| 桧山高原風力発電所                      | 福島県田村市・川内村                 | 28,000kW  | 電源開発                           |
| 滝根小白井ウインドファーム              | 福島県田村市・いわき市               | 46,000kW  | ユーラスエナジーホールディングス   |
| 田人ウインドファーム                    | 福島県いわき市                       | 18,830kW  | ユーラスエナジーホールディングス   |
| 会津若松ウィンドファーム                | 福島県会津若松市                     | 16,000kW  | コスモエコパワー                   |
| 阿武隈風力発電所                        | 福島県田村市・大熊町・浪江町・葛尾村 | 147,000kW | 福島復興風力合同会社               |
| 葛尾風力発電所                          | 福島県葛尾村                         | 15,000kW  | 葛尾風力株式会社                   |
| 里美ウインドファーム                    | 茨城県常陸太田市                     | 10,020kW  | ユーラスエナジーホールディングス   |
| サミットウインドパワー鹿嶋発電所        | 茨城県鹿嶋市                         | 20,000kW  | サミットウインドパワー             |
| 波崎ウインドファーム                    | 茨城県神栖市                         | 15,000kW  | コスモエコパワー                   |
| 神栖風力発電所                          | 茨城県神栖市                         | 10,000kW  | ミツウロコグリーンエネルギー       |
| ウインド・パワーかみす第1洋上風力発電所 | 茨城県神栖市                         | 14,000kW  | 小松崎都市開発                     |
| ウインド・パワーかみす第2洋上風力発電所 | 茨城県神栖市                         | 16,000kW  | 小松崎都市開発                     |
| 銚子ウィンドファーム                    | 千葉県銚子市                         | 10,500kW  | コスモエコパワー                   |
| 銚子風力発電所                          | 千葉県銚子市                         | 13,500kW  | 日本風力開発                       |
| JEN胎内ウインドファーム                 | 新潟県胎内市                         | 20,000kW  | エネクス電力                       |
| 珠洲風力発電所                          | 石川県珠洲市                         | 45,000kW  | 日本風力開発                       |
| 輪島コミュニティウインドファーム        | 石川県輪島市                         | 20,000kW  | 能登コミュニティウインドパワー     |
| 福浦風力発電所                          | 石川県志賀町                         | 21,600kW  | 日本海発電                         |
| 虫ヶ峰風力発電所                        | 石川県七尾市                         | 15,000kW  | 北陸パワーステーション             |
| あわら北潟風力発電所                    | 福井県あわら市                       | 20,000kW  | 電源開発                           |
| 伊豆熱川ウインドファーム                | 静岡県東伊豆町                       | 15,000kW  | クリーンエナジーファクトリー       |
| 東伊豆風力発電所                        | 静岡県東伊豆町・河津町               | 18,370kW  | 東京電力                           |
| 河津ウインドファーム                    | 静岡県河津町                         | 16,700kW  | ユーラスエナジーホールディングス   |
| 石廊崎風力発電所                        | 静岡県南伊豆町                       | 34,000kW  | 電源開発                           |
| 御前崎風力発電所                        | 静岡県御前崎市                       | 22,000kW  | 中部電力                           |
| 遠州掛川風力発電所                      | 静岡県掛川市                         | 15,970kW  | くろしお風力発電                   |
| 掛川風力発電所                          | 静岡県掛川市                         | 13,800kW  | 日本風力開発                       |
| 浜松風力発電所                          | 静岡県浜松市                         | 20,000kW  | ふそう風力発電                     |
| 田原臨海風力発電所                      | 愛知県田原市                         | 22,000kW  | 電源開発                           |
| 渥美風力発電所                          | 愛知県田原市                         | 10,500kW  | 日本風力開発                       |
| 青山高原ウインドファーム                | 三重県津市・伊賀市                   | 95,000kW  | 青山高原ウインドファーム           |
| ウインドパーク                          | 三重県津市・伊賀市                   | 57,000kW  | シーテック                         |
| 度会ウィンドファーム                    | 三重県度会町                         | 50,000kW  | コスモエコパワー                   |
| 淡路風力発電所                          | 兵庫県淡路市                         | 12,000kW  | 関西電力                           |
| 南あわじウインドファーム                | 兵庫県南あわじ市                     | 37,500kW  | クリーンエナジーファクトリー       |
| 有田川ウインドファーム                  | 和歌山県有田川町・海南市・有田市     | 13,000kW  | ユーラスエナジーホールディングス   |
| 中紀ウィンドファーム                    | 和歌山県広川町・日高川町・有田川町   | 48,300kW  | コスモエコパワー                   |
| 広川・日高川ウィンドファーム            | 和歌山県広川町・有田川町             | 20,000kW  | コスモエコパワー                   |
| 広川明神山風力発電所                    | 和歌山県広川町・由良町               | 16,000kW  | ガスアンドパワー                   |
| 由良風力発電所                          | 和歌山県由良町                       | 10,000kW  | ガスアンドパワー                   |
| 白馬ウインドファーム                    | 和歌山県日高川町                     | 30,000kW  | きんでん                           |
| 印南風力発電所                          | 和歌山県印南町                       | 26,000kW  | ガスアンドパワー                   |
| 北条砂丘風力発電所                      | 鳥取県北栄町                         | 13,500kW  | 北栄町                             |
| 東伯風力発電所                          | 鳥取県琴浦町                         | 19,500kW  | 日本風力開発                       |
| 新出雲ウインドファーム                  | 島根県出雲市                         | 78,000kW  | ユーラスエナジーホールディングス   |
| 江津東ウインドファーム風力発電所        | 島根県江津市                         | 22,000kW  | 中国ウィンドパワー                 |
| 江津高野山風力発電所                    | 島根県江津市                         | 20,700kW  | 島根県                             |
| ウインドファーム浜田                    | 島根県浜田市                         | 48,430kW  | グリーンパワーインベストメント     |
| 白滝山ウインドファーム                  | 山口県下関市                         | 50,000kW  | きんでん                           |
| CEF豊北ウインドファーム                 | 山口県下関市                         | 25,000kW  | クリーンエナジーファクトリー       |
| 豊浦風力発電所                          | 山口県下関市                         | 20,000kW  | ふそう風力発電                     |
| 大川原ウインドファーム                  | 徳島県佐那河内村・勝浦町・上勝町     | 19,500kW  | ユーラスエナジーホールディングス   |
| 上勝神山ウインドファーム                | 徳島県上勝町・神山町                 | 34,500kW  | ユーラスエナジーホールディングス   |
| 瀬戸ウインドヒル発電所                  | 愛媛県伊方町                         | 11,000kW  | 瀬戸ウィンドヒル                   |
| 三崎ウインドパーク                      | 愛媛県伊方町                         | 20,000kW  | 三崎ウィンド・パワー               |
| 伊方ウィンドファーム                    | 愛媛県伊方町                         | 18,000kW  | コスモエコパワー                   |
| 南愛媛風力発電所                        | 愛媛県宇和島市                       | 28,500kW  | 電源開発                           |
| 大豊ウインドファーム                    | 高知県大豊町                         | 18,370kW  | ユーラスエナジーホールディングス   |
| 葉山風力発電所                          | 高知県津野町                         | 20,000kW  | ガスアンドパワー                   |
| 大月ウィンドファーム                    | 高知県大月町                         | 12,000kW  | グリーンパワーインベストメント     |
| 響灘風力発電所                          | 福岡県北九州市                       | 15,000kW  | 日本風力開発                       |
| 肥前風力発電所                          | 佐賀県唐津市                         | 12,000kW  | 日本風力開発                       |
| 肥前南風力発電所                        | 佐賀県唐津市                         | 18,000kW  | 日本風力開発                       |
| 唐津・鎮西ウィンドファーム              | 佐賀県唐津市                         | 27,200kW  | 九電みらいエナジー                 |
| 的山大島風力発電所                      | 長崎県平戸市                         | 32,000kW  | ミツウロコグリーンエネルギー       |
| 長崎鹿町ウィンドファーム                | 長崎県佐世保市                       | 15,000kW  | 電源開発                           |
| 鷲尾岳風力発電所                        | 長崎県佐世保市                       | 12,000kW  | 鷲尾岳風力発電                     |
| 新上五島ホエールズウィンドシステム      | 長崎県新上五島町                     | 16,000kW  | シグマパワージャネックス           |
| 五島玉之浦風力発電所                    | 長崎県五島市                         | 14,000kW  | 九電工新エネルギー                 |
| 阿蘇にしはらウィンドファーム            | 熊本県西原村                         | 17,500kW  | 電源開発                           |
| 大分ウィンドファーム                    | 熊本県大分市・臼杵市                 | 14,000kW  | コスモエコパワー                   |
| JEN玖珠ウインドファーム                 | 大分県玖珠町                         | 11,000kW  | エネクス電力                       |
| 中九州大仁田山風力発電所                | 宮崎県五ヶ瀬町・諸塚村               | 16,000kW  | ジャパン・リニューアブル・エナジー |
| 串間風力発電所                          | 宮崎県串間市                         | 64,800kW  | 串間ウインドヒル                   |
| 長島風力発電所                          | 鹿児島県長島町                       | 50,400kW  | 長島ウインドヒル                   |
| 柳山ウインドファーム風力発電所          | 鹿児島県薩摩川内市                   | 27,600kW  | 柳山ウインドファーム               |
| 串木野れいめい風力発電所                | 鹿児島県いちき串木野市               | 21,500kW  | 九電工新エネルギー                 |
| 牟礼ヶ岡ウインドファーム                | 鹿児島県鹿児島市                     | 10,400kW  | 南九州クリーンエネルギー           |
| 番屋風力発電所                          | 鹿児島県南さつま市                   | 17,500kW  | 北拓                               |
| 上野・樋川原風力発電所                  | 鹿児島県南さつま市                   | 11,940kW  | 科戸の風                           |
| 頴娃風力発電所                          | 鹿児島県南九州市                     | 16,000kW  | 四電エンジニアリング               |
| 輝北ウインドファームI・II               | 鹿児島県鹿屋市・霧島市               | 26,800kW  | ユーラスエナジーホールディングス   |
| 肝付ウインドファーム                    | 鹿児島県肝付町                       | 30,000kW  | ユーラスエナジーホールディングス   |
| 南大隅ウインドファーム                  | 鹿児島県南大隅町                     | 24,700kW  | 電源開発                           |

## ギャラリー

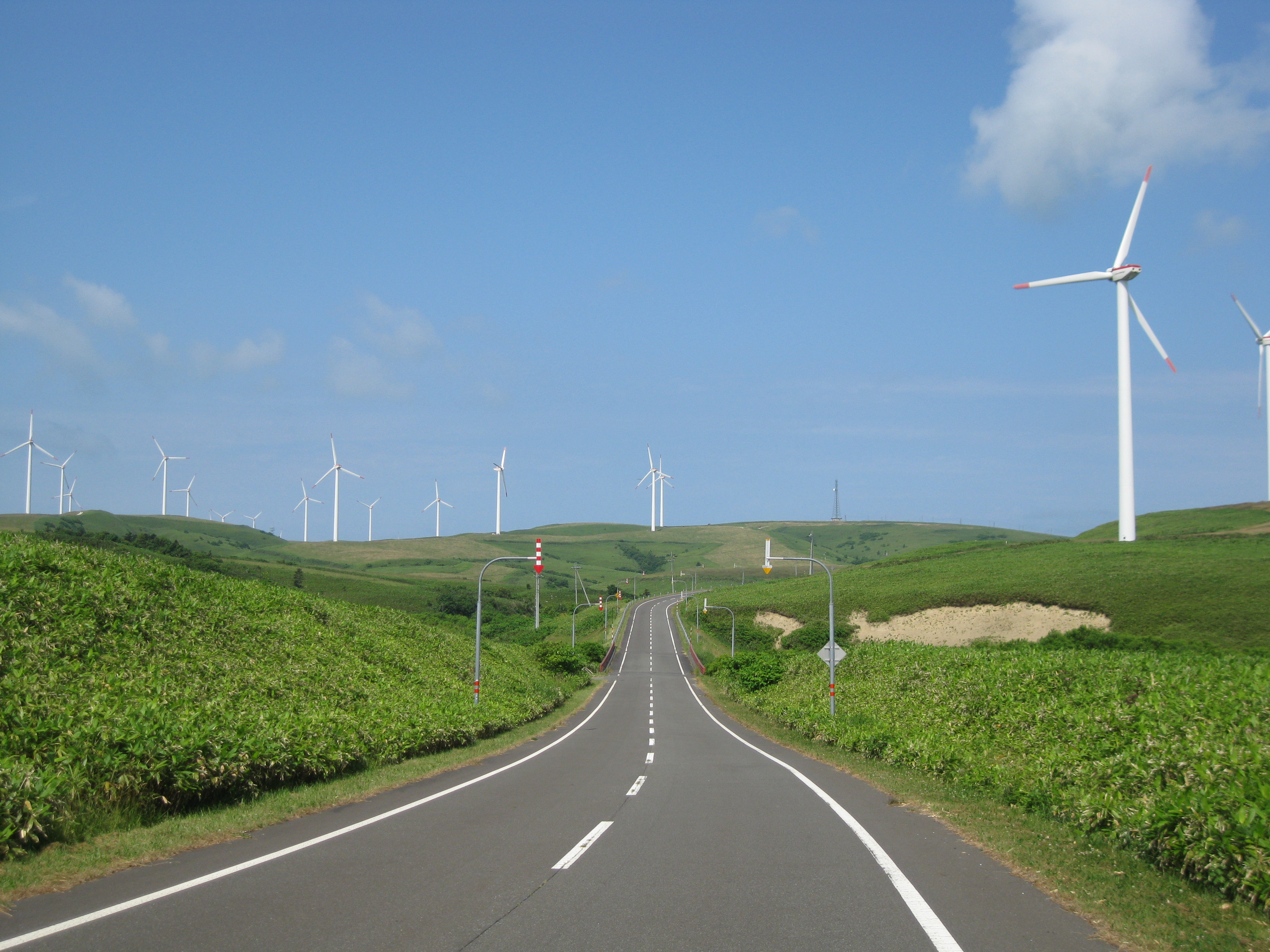
宗谷岬ウインドファーム
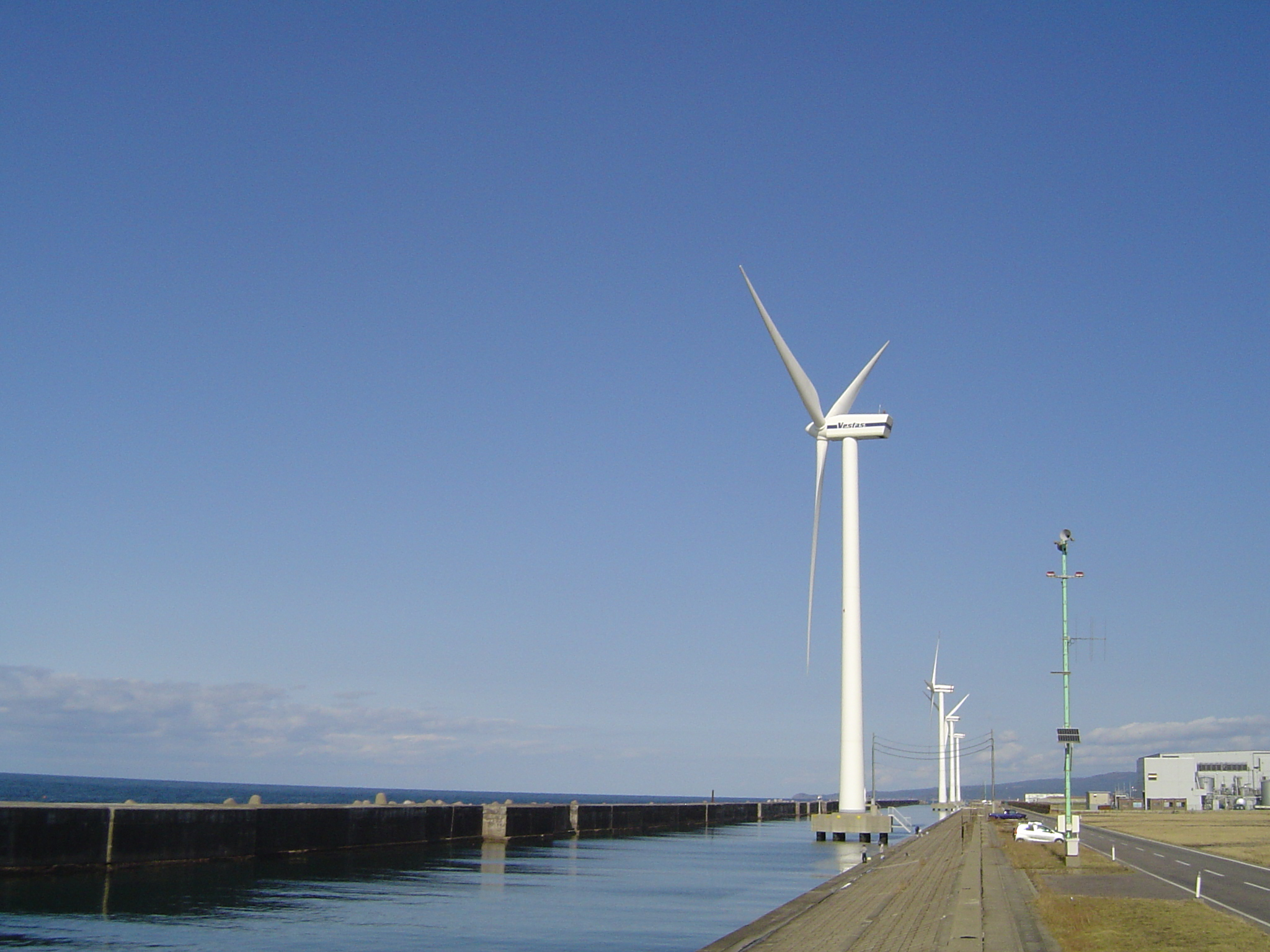
JRE酒田風力発電所
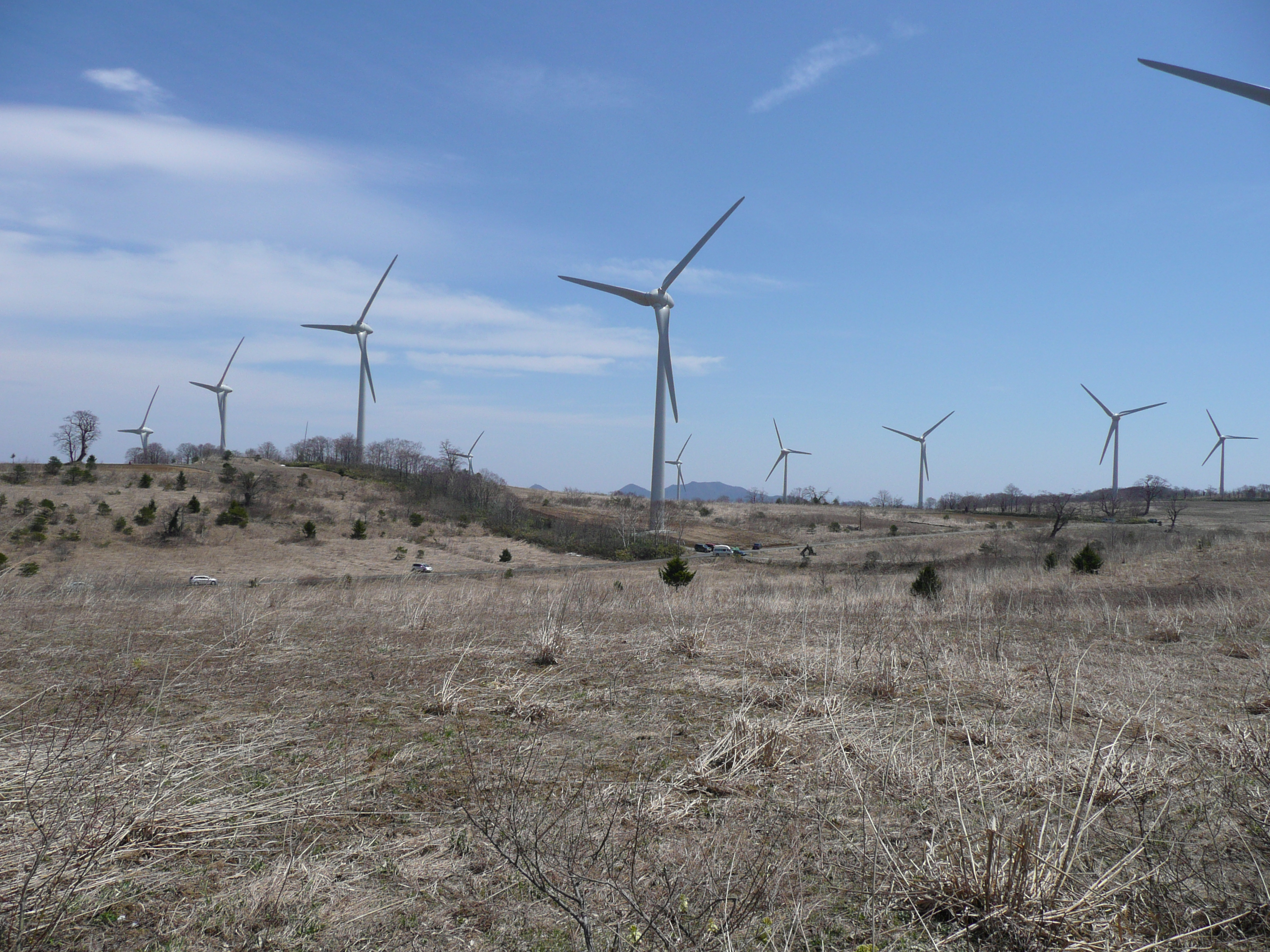
郡山布引高原風力発電所
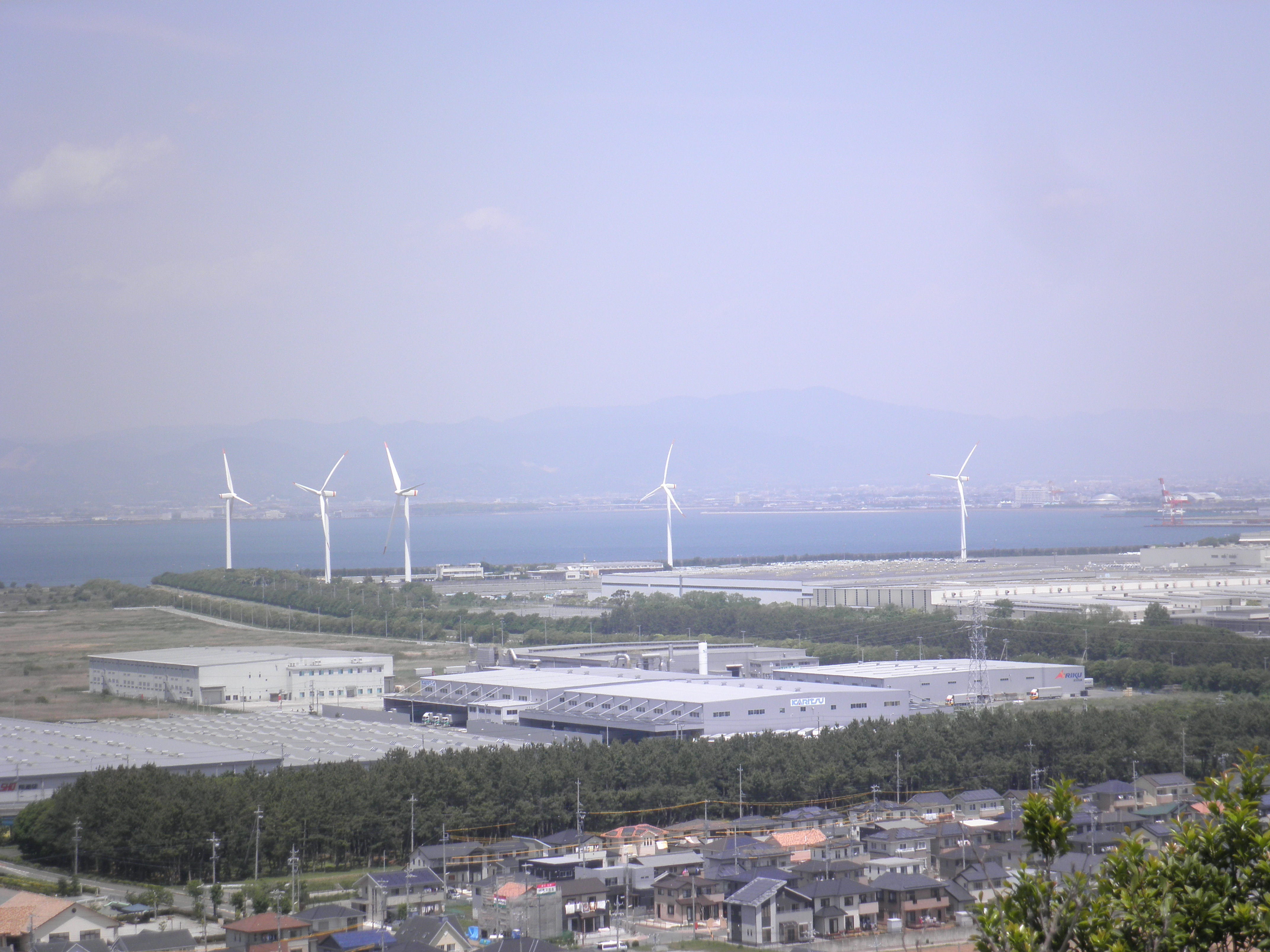
田原臨海風力発電所
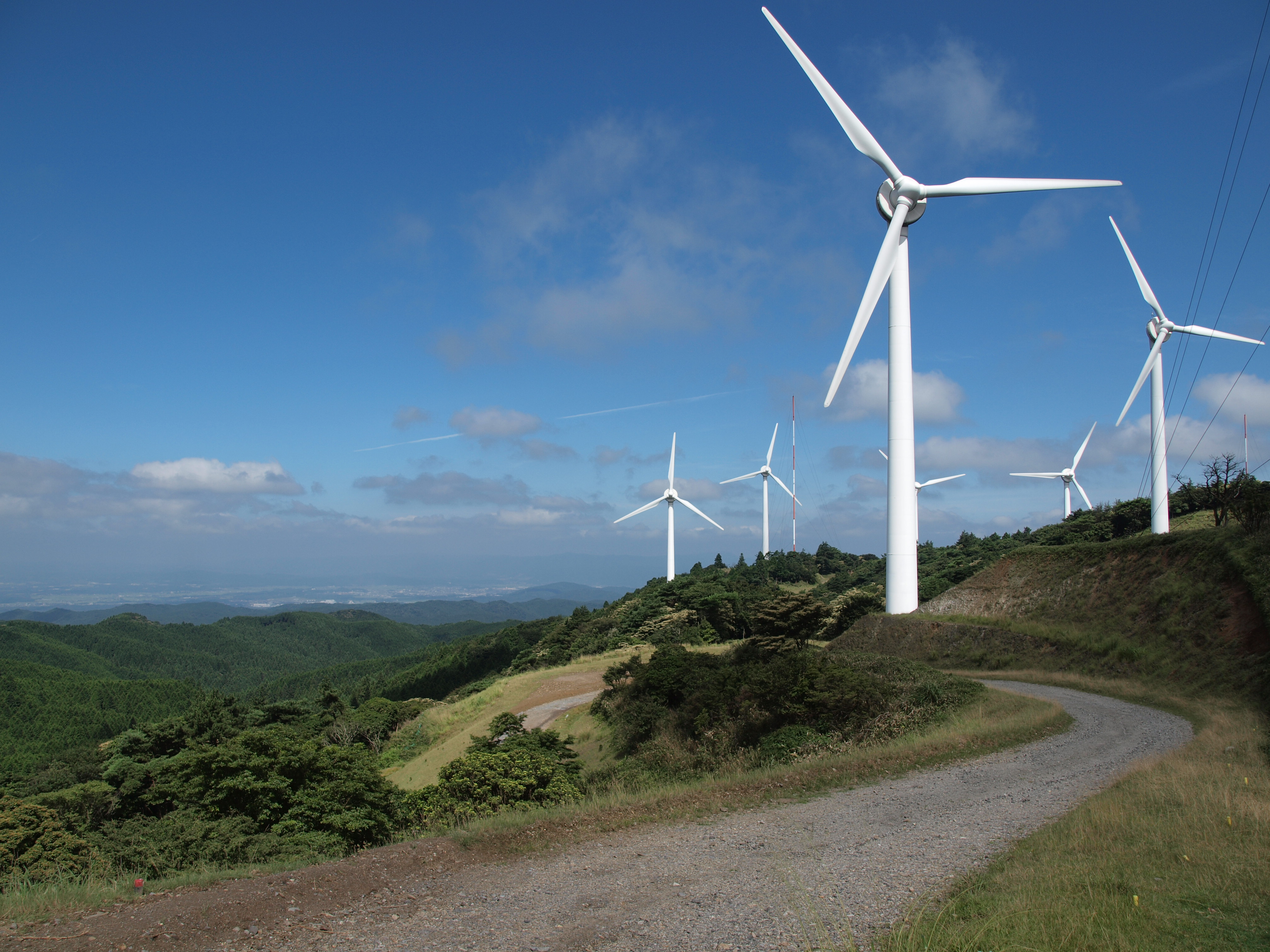
青山高原風力発電所
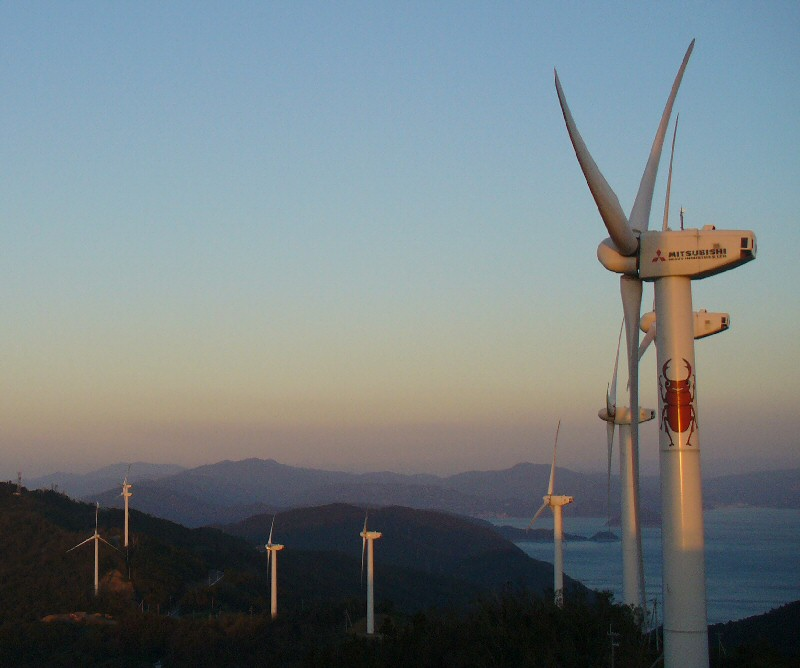
瀬戸ウインドヒル発電所
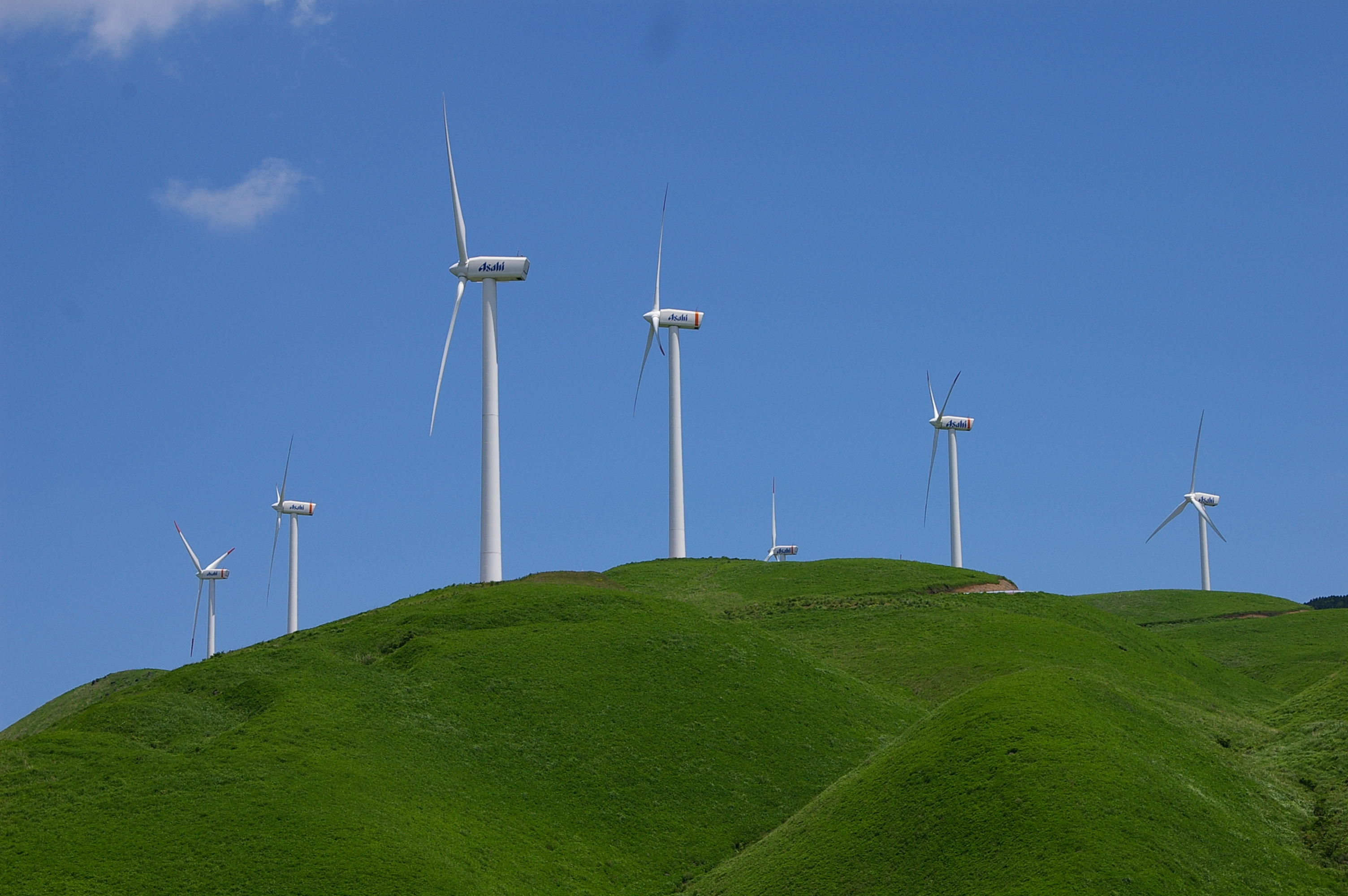
阿蘇にしはらウィンドファーム

## 環境影響

### 環境影響評価(環境アセスメント)
日本では2012年10月より出力10,000kW以上の風力発電所設置または更新事業は第一種事業として環境影響評価法（環境アセスメント法）の対象となり、大気環境、水環境、景観をはじめとする各種要素について、工事中並びに運転中の周辺環境への影響を予測評価、並びに周知する必要がある。また、出力7,500kW以上10,000kW未満の風力発電所については第二種事業として都道府県によって定められる条例によって環境影響評価を実施する。2021年10月には第一種事業の基準が出力50,000kW以上、第二種事業が出力37,500kW以上50,000kW未満と改正された。

### 健康への影響
風車近傍に居住する住民から苦情（次節参照）は睡眠への影響に関するものがほとんどである。環境省は全国34カ所の風力発電施設周辺住民747人と対照地域住民332人を対象に、睡眠影響の疫学調査を実施している。風車騒音による睡眠影響は慢性的となることが多く、風車騒音に起因する「睡眠障害（環境性睡眠障害）」という疾患に直結する。環境省の調査結果では、環境性睡眠障害の有病率と風車騒音の騒音レベルとの関連が解析され、騒音レベルとの関係が示されている。それによれば、風車騒音の屋外騒音レベルが41dB以上の地域で、睡眠障害有病率の統計学的に有意な上昇が検出されている。なお、風車騒音による睡眠影響については、システマティク・レビューやメタアナリシスも含め、多数の疫学調査結果が報告されている。
環境省は2017年5月に、風車騒音の影響を評価するための指針を示している。指針の根拠となった検討会の報告書では、環境省自らが行った疫学調査も一部引用されてはいるが、「風車騒音は、わずらわしさ（アノイアンス）に伴う睡眠影響を生じる可能性はあるものの、人の健康に直接的に影響を及ぼす可能性は低い」とされた。

### 生活環境への影響
住宅に近接して設置された風車から発生して、近隣住民が苦情や健康被害を申し立て、環境省が調査に乗り出したことがある。また法制度的にも環境アセスメント対象事業への追加が2009年検討された。
2010年3月29日、環境省は愛知県田原市で風力発電設備から350m離れた住居内で160から200Hzを特徴とする騒音と低周波音が測定され、愛媛県伊方町では約210mと240m離れた2つの住居内もでそれぞれ31.5Hzと160から200Hzが測定されたと発表した。また同じく2010年10月7日には「騒音・低周波音の実態把握調査」を発表し、出力20kWを越える40都道府県の186事業者からアンケート結果を得て、苦情継続25件、苦情終結39件、計64か所で騒音や低周波音の苦情があったと発表した。出力別・距離別の集計結果によれば、当時、得られた情報の多い2000～2500kWの単機出力について、継続苦情件数の割合は、300～600ｍの範囲で36%、600～900mで29%、900～1200ｍで20%であった。また、300～600mの範囲では、単機出力の上昇に伴い、継続苦情発生割合が顕著に上昇している。なお、この調査では、風車に最も近い家屋のみを対象として苦情の有無を調査したため、1200ｍを超える住居での苦情発生割合は不明である。

### 生態系への影響
風力発電設備の設置後、猛禽類やコウモリ類が風車への衝突によって死亡している事例が報告されている。また、風車ヤードや取付道路の造成による土地改変によって生態系への影響が懸念されている。環境省釧路環境事務所ではシマフクロウ、タンチョウ、オジロワシ、オオワシについて傷病個体の収容原因を予測集計しており、オジロワシにおいては2000年度から2022年度の累計で風車衝突(疑い含む)は列車事故、交通事故に次いで多い原因となっている。一方でオオワシについては総計の0.9％、シマフクロウとタンチョウにおいては0％と種によって傾向が異なる。2022年8月には『海ワシ類の風力発電施設 バードストライク防止策の 検討・実施手引き（改定版）』が整備されるなど、影響低減に向けて取り組みが進められている。

### 景観
青山高原ウインドファーム（60基、青山高原全体で91基）やせと風の丘パークのように、建設に伴った樹木伐採や大型風車の乱立による景観の悪化から観光資源が減少することへの批判の声がある。一方、大型風車が林立する雄大な光景を新たな観光資源とする動きもあり、例えば北海道幌延町の風力発電所（28基）はツーリングするライダーに人気がある。
環境省は風力発電を積極的に推進すべきものと位置付ける一方、自然公園への立地に関しては風力発電施設設置のあり方に関する検討会を設けるなどして審査基準の検討を行い、現時点では予防的立場から概して慎重な姿勢を取っている。これに関してはパブリックコメントなどで規制緩和を求める意見も多く寄せられるなど、諸外国同様、議論の余地を常に残している。公的な設置基準としては、2004年春に自然公園法施行規則が一部改正され、同年4月1日より施行されている。
関西電力が宮城県・山形県蔵王連峰で計画していた川崎ウィンドファーム事業は、関西電力が環境アセスメントの第1段階に当たる計画段階環境配慮書を公表すると、宮城・山形両県の関係自治体などが一斉に反発。「蔵王山は古来より信仰の対象としてきた聖なる山」で、林立する風車が「お釜」と呼ばれる蔵王国定公園のカルデラ湖からの景観を阻害するといった反対意見が噴出し、2022年に計画の撤回を表明した。さらに同年、日立造船が福島県昭和村、オリックスが宮城県石巻市などの計画を白紙撤回。2023年にはユーラスエナジーが計画した青森八甲田山周辺の計画が白紙撤回となるなど、東北地方での風力発電中止ドミノ現象が起きた。

## 課題

### 補助金依存の問題
日本の風力発電はエネルギー対策特別会計からの補助金を元に推進されてきたが、2010年時点でその6割が赤字である。直接的な原因は落雷による施設破壊や風量不足による稼働率の低さにあるが、国の補助を当てにした開発企業や自治体側のコスト意識の薄さ、国の審査の形骸化が背景にある。
こうした現状に対して政府の行政刷新会議は補助金が有効に活用されていないとの見解を示し、予算の削減を求めた。

### 事前調査と発電量予測
日本ではNEDO等による風況調査の実施や予測技術の開発、実績データの蓄積により、事前に長期間の発電量予測が可能になっている。また実際に設置するにあたっては、測定用風車を用いた実測や、周辺地形に基づいたシミュレーションも利用される。年間総発電量の年ごとのばらつきは、10〜15年間に亘る調査により±2〜10%程度と報告されており、風況調査を充分に行えば、長期間でみた風況由来のリスクは事業上問題にならないことが多い（#参考文献の清水、飯田参照）。
風況調査に不備のある場合、当初見込みよりも発電量が少なく、赤字となる場合がある。有名な例ではつくば市が早稲田大学に委託して小学校などに3億円をかけて設置した風車の発電量が事前の風況予測が甘かったのが原因で予想より大幅に少なかった問題があり訴訟に発展した。
発電量が予測を下回ったなどの事情で稼働継続に値しない状況になった場合やより高性能な機種に置き換える場合などは、地中に打ち込んだ部分の移動は難しいが、上部の風力原動機は基本的に移設や転売が可能である。近年は欧州などで風力発電機の中古市場も拡大している。

### 航空管制レーダーへの影響
産経ニュースの報道によれば、風力発電の風車による電波のかく乱が、航空自衛隊の警戒管制レーダーに悪影響を及ぼす可能性があるという。第213回通常国会では「風力発電設備の設置等による電波の伝搬障害を回避し電波を用いた自衛隊等の円滑かつ安全な活動を確保するための措置に関する法律案」が審議されており、可決されれば防衛大臣が告示で指定する陸上区域において風力発電設備を設置する場合に防衛大臣に届け出が必要となり、その設備が自衛隊等の仕様する電波の伝搬に障害を及ぼす場合、設備設置者と防衛省にて最大2年間の協議を経て設置可否が決定される。

### 雨量レーダーへの影響
気象レーダーから発射された電波の経路に存在する風車がレーダーに影響を与え、気象観測や防災気象情報の発表に支障をきたす可能性が指摘されている。